# 1856 год в литературе

## Книги
- «В чужом пиру похмелье» — пьеса Александра Островского.
- «Два гусара» — повесть Льва Толстого.
- «Доходное место» — пьеса Алекесандра Островского.
- «Затишье» — повесть Ивана Тургенева.
- «Госпожа Бовари» — роман Гюстава Флобера.
- «Метель» — рассказ Льва Толстого.
- «Переселенцы» — роман Дмитрия Григоровича.
- «Пир в Сульхауге» — пьеса Генрика Ибсена.
- «Роман в паровозе» — иронический роман-эссе Карло Коллоди.
- «Ульф Лилиенкранс» — пьеса Генрика Ибсена.
- «Средь шумного бала, случайно» — стихотворение А. К. Толстого.
- «Квартеронка» — роман Майн Рида.

## Родились
- 3 апреля — Нарциса Амалия, бразильская поэтесса (умерла в 1924).
- 2 мая — Василий Васильевич Розанов, русский религиозный философ, литературный критик и публицист (умер в 1919).
- 27 апреля (10 мая) — Николай Иванович Позняков, русский писатель, поэт, педагог, переводчик, библиограф, библиофил (умер в 1910).
- 26 июля — Джордж Бернард Шоу, британский (ирландский и английский) писатель, романист, драматург, лауреат Нобелевской премии по литературе за 1925 год (умер в 1950).
- 27 августа — Иван Яковлевич Франко, украинский писатель, поэт, публицист и деятель революционного социалистического движения (умер в 1916)

## Умерли
- 26 апреля — Пётр Яковлевич Чаадаев, русский философ и публицист (родился в 1794).
- 23 июня — Иван Васильевич Киреевский, русский религиозный философ, литературный критик и публицист (родился в 1806).
- 29 июля — Карел Гавличек-Боровский (Karel Havlíček Borovský), чешский политический деятель, поэт и публицист, один из основоположников чешской журналистики, сатиры и литературной критики (родился в 1821).